# アルカエオドントサウルス

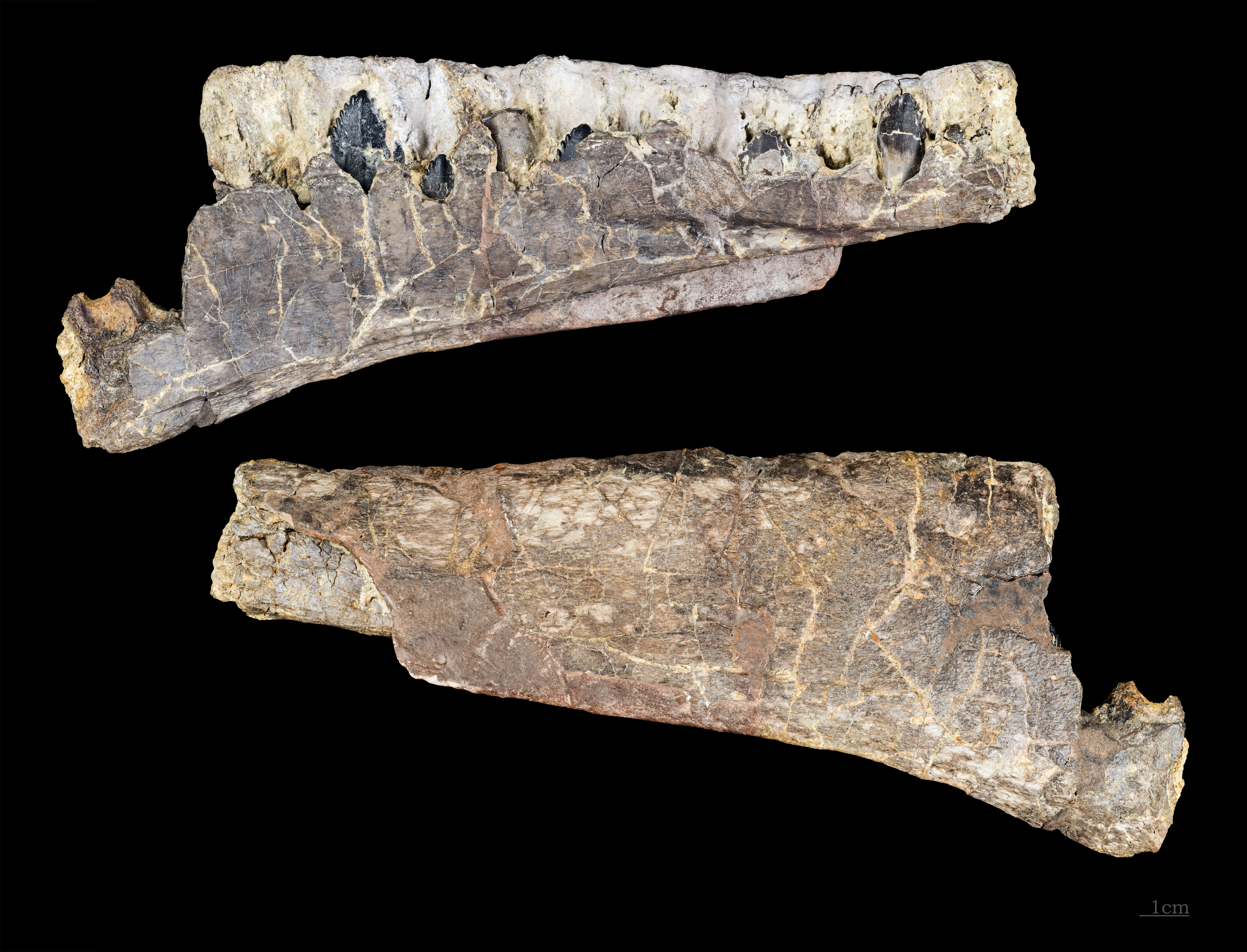
アルカエオドントサウルスの右顎

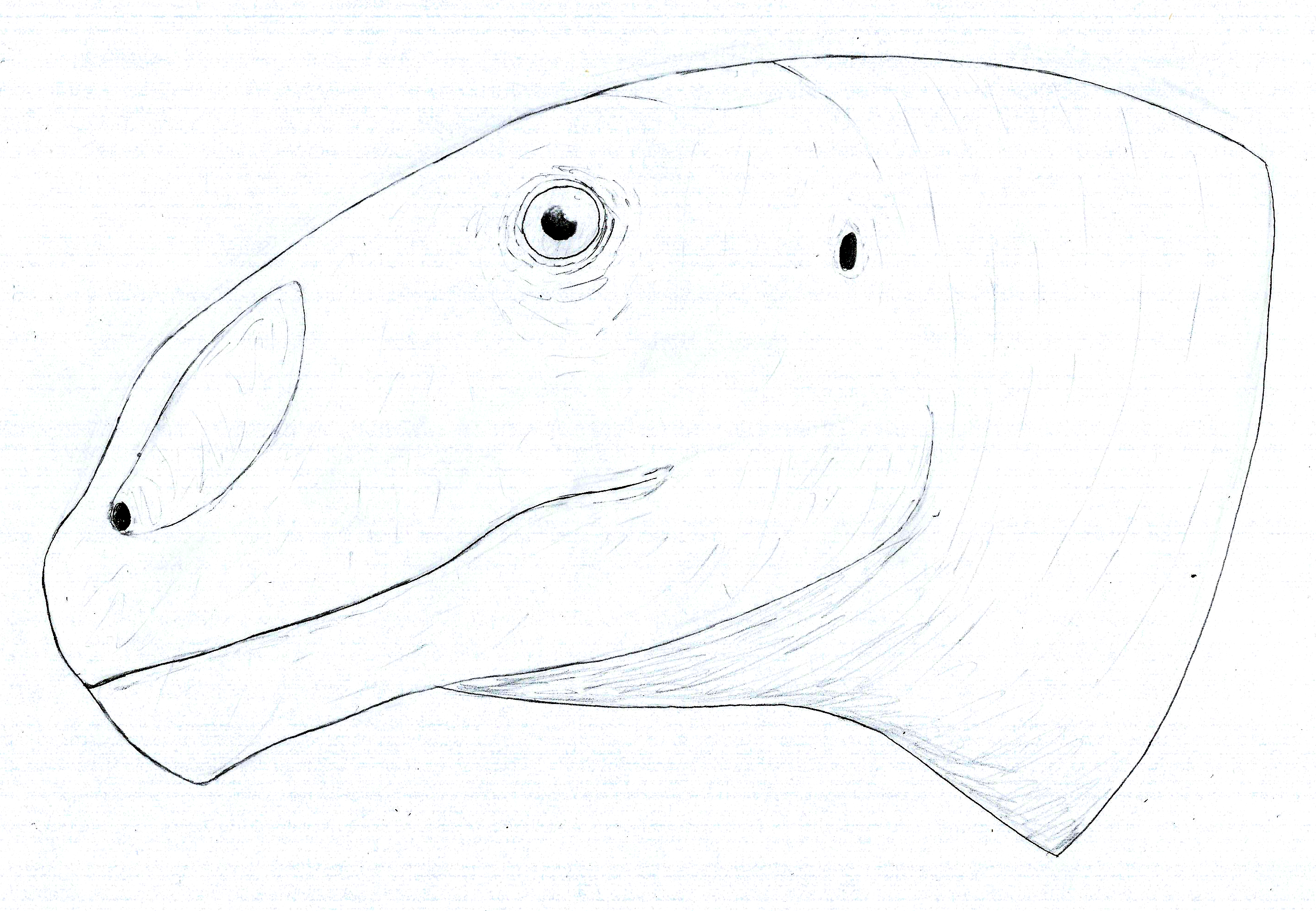
仮説的な頭部の復元

アルカエオドントサウルス（学名：Archaeodontosaurus、「古代の歯を持つトカゲ」の意）は、中期ジュラ紀に生息した竜脚類の属。化石はマダガスカルのイサロIII累層で発見された。タイプ種であるアルカエオドントサウルス・デスコウエンシ（Archaeodontosaurus descouensi）は、2005年9月に記載された。種小名は、収集家の Didier Descouens に因んだもの。本属はおそらく竜脚類であり、原竜脚類のような歯を持っている。本属は重竜類の基盤的な属である可能性がある。